# 坂田将吾
坂田 将吾（さかた しょうご、1998年1月23日 - ）は、日本の男性声優。熊本県出身。青二プロダクション所属。

## 略歴
中学生の頃、ライトノベルを読んでいたことがあり、その主人公になりたいと思ったことから声優になろうと思ったきっかけを持つ。
高校卒業後にアミューズメントメディア総合学院に入学し、在学中に『人狼ゲーム マッドランド』への映像出演や、『ゴッホ 最期の手紙』にて吹き替えを担当。
青二プロダクションの同期には草野太一と田口奏弥、三野雄大がいる。

## 人物
趣味はゲーム、アニメ鑑賞、読書、カラオケ。カラオケでの定番曲にAKINO from bless4の「創聖のアクエリオン」「君の神話〜アクエリオン第二章」を挙げている。
憧れの声優は松岡禎丞で、中高生の頃に松岡が主演を務めていた『ソードアート・オンライン』や、『さくら荘のペットな彼女』、『冴えない彼女の育て方』などを見ており、いつかは自分も松岡のように主人公を演じたいという。アニメの現場3回目が松岡が主演を務める『ソードアート・オンライン アリシゼーション』で、モブ役ではあったが打ち入りに参加した際に松岡本人に尊敬していることを伝えたという。また、自身のラジオ番組『坂田将吾のHykeRadio』第6回では誕生日に尊敬する先輩からのお祝いとして松岡からサプライズでバースデーメッセージが贈られている。
姉（8月9日 - ）がいる。

## 出演
太字はメインキャラクター。

### テレビアニメ
2018年
- ちびまる子ちゃん（2018年 - 2021年、陽介、王子）
- ソードアート・オンライン アリシゼーション（看守）

2019年
- ゲゲゲの鬼太郎（第6作）（2019年 - 2020年、警官、司会者、妖怪、樹、智 他）
- ONE PIECE（2019年 - 2022年、衛兵、男国民、悪党、部下、風影 他）
- フルーツバスケット（2019年 - 2020年、男子生徒） - 2シリーズ
- Dr.STONE（2019年 - 2021年、カーボ） - 2シリーズ
- スタミュ（生徒）
- Fate/Grand Order -絶対魔獣戦線バビロニア-（ウルク兵士）

2020年
- ぼくのとなりに暗黒破壊神がいます。（男子生徒A、男子生徒B、不良B、生徒会役員）
- あひるの空（化学部員、観客、大栄部員）
- かくしごと（編集部員、編集A、書店員B、男性、男性客B 他）
- 継つぐもも（安次峰あきと）
- アサティール 未来の昔ばなし（使用人、兵士）
- ハクション大魔王2020（乗客）
- ミュークルドリーミー（2020年 - 2021年、小沢先輩〈小沢圭吾〉） - 2シリーズ
- かぐや様は告らせたい シリーズ（2020年 - 2022年、団員、舞台員） - 2シリーズ
- 炎炎ノ消防隊 シリーズ（2020年 - 2025年、火鱗佐々木） - 2シリーズ
- やはり俺の青春ラブコメはまちがっている。完（男子生徒）
- ドラえもん（テレビ朝日版第2期）（チンピラ②）
- キミと僕の最後の戦場、あるいは世界が始まる聖戦（2020年 - 2024年、八大使徒D、オペラの役者1、星霊部隊の衛兵A、鎮圧部隊の隊員A、八大使徒O） - 2シリーズ
- 魔女の旅々（門兵B）
- ダンジョンに出会いを求めるのは間違っているだろうかIII（モダーカ）
- 戦翼のシグルドリーヴァ（パイロット）

2021年
- たとえばラストダンジョン前の村の少年が序盤の街で暮らすような物語（街の人A）
- スケートリーディング☆スターズ（山田）
- 2.43 清陰高校男子バレー部（不良）
- SK∞ エスケーエイト（ラーメン屋店員、ギャラリー、不良）
- はたらく細胞!!（大腸細胞2）
- ホリミヤ（同級生）
- 進撃の巨人（2021年 - 2022年、民衆、スルマ、マーレ市民、イェーガー派、兵士 他） - 2シリーズ
- Vivy -Fluorite Eye's Song-（職員1、トァク隊員4）
- 転生したらスライムだった件 転スラ日記（ナンソウ）
- 究極進化したフルダイブRPGが現実よりもクソゲーだったら（貴文、テッドの町人、衛兵、泥棒、ワンアイの子供）
- Fairy蘭丸〜あなたの心お助けします〜（阿以蘭丸）
- 新幹線変形ロボ シンカリオンZ（2021年 - 2022年、走り屋A、助手A、研究者A、客の男、北海道支部司令員 他）
- カードファイト!! ヴァンガード overDress（観客）
- SHAMAN KING（2021年 - 2022年、ブルーシャトー、Mr.リトル・レイク、密猟者、田村崎緑、ナクト・ピトラ 他）
- スライム倒して300年、知らないうちにレベルMAXになってました（村人C）
- もっと!まじめにふまじめ かいけつゾロリ（2021年 - 2022年、ワルモの部下、国民D、橋の係員、ミイラ男、ロバート 他） - 2シリーズ
- 蜘蛛ですが、なにか?（荻原健一）
- ゾンビランドサガ リベンジ（男性）
- ひぐらしのなく頃に卒（ダビンチの客）
- ポケットモンスター（2021年 - 2022年、タイレーツ、インテレオン、ガブリアス、ヤドン、オーロンゲ 他）
- 僕のヒーローアカデミア（2021年 - 2022年、ヴィラン、男子生徒、マジェスティック） - 2シリーズ
- D_CIDE TRAUMEREI THE ANIMATION（少年）
- 境界戦機（田名坂ケン）
- テスラノート（マフィア4）
- 無職転生 〜異世界行ったら本気だす〜（兵士C）
- 先輩がうざい後輩の話（会社員B）
- ロード・エルメロイII世の事件簿 -魔眼蒐集列車 Grace note- 特別編（郵便屋）

2022年
- 鬼滅の刃 遊郭編
- 宇宙なんちゃら こてつくん（トサカ）
- 怪人開発部の黒井津さん（パープルミラー、男性A）
- ハコヅメ〜交番女子の逆襲〜（明）
- オリエント（横道光） - 2シリーズ
- パリピ孔明（パリピ、MC〈WAAARP〉、MASA、パンピー、男子高生 他）
- 薔薇王の葬列（劇団員）
- はたらく魔王さま!!（2022年 - 2023年、客、生徒） - 2シリーズ
- 陰の実力者になりたくて!（2022年 - 2023年、男子、観客、通行人）
- 後宮の烏（宦官A）
- クールドジ男子（モブ、観客）
- 恋愛フロップス（男子生徒）
- チェンソーマン（早川アキ）
- アキバ冥途戦争（伊達乃の部下）
- VAZZROCK THE ANIMATION（野球部員B）
- 機動戦士ガンダム 水星の魔女（ウーメイ）

2023年
- 転生王女と天才令嬢の魔法革命（アルガルド・ボナ・パレッティア）
- お隣の天使様にいつの間にか駄目人間にされていた件（男子生徒）
- Buddy Daddies（警察官）
- Opus.COLORs（生徒たち）
- AIの遺電子（龍ヶ崎昴）
- シュガーアップル・フェアリーテイル（職人）
- MFゴースト（2023年 - 2024年、係員、男性B、男性客、観客A、柳田拓也 他） - 2シリーズ
- Paradox Live THE ANIMATION（男性客）
- 七つの魔剣が支配する（男子生徒B）
- アンデッドアンラック（手下）
- 柚木さんちの四兄弟。（森丘）
- ひきこまり吸血姫の悶々（バシュラール）
- 帰還者の魔法は特別です（レッドドラゴンメンバー）
- 邪神ちゃんドロップキック【世紀末編】（モブ教徒）

2024年
- 即死チートが最強すぎて、異世界のやつらがまるで相手にならないんですが。（矢崎卓）
- 治癒魔法の間違った使い方（ウサト）
- 結婚指輪物語（マルス） - 2シリーズ
- SHAMAN KING FLOWERS（男子生徒B）
- 望まぬ不死の冒険者（リュントス）
- 花野井くんと恋の病（男子生徒）
- WIND BREAKER（2024年 - 2025年、杏西雅紀） - 2シリーズ
- ブルーアーカイブ The Animation（先生）
- 黒執事 -寄宿学校編-（生徒）
- 恋は双子で割り切れない（白崎純）
- 時々ボソッとロシア語でデレる隣のアーリャさん（男子生徒）
- この世界は不完全すぎる（盗賊）
- 魔法使いになれなかった女の子の話（マイク＝ショウ）
- アオのハコ（2024年 - 2025年、西田諒介）
- ありふれた職業で世界最強 season 3（ハウリア族）
- アイドルマスター シャイニーカラーズ 2nd season（番組スタッフ）
- 最凶の支援職【話術士】である俺は世界最強クランを従える（レオン）
- 鴨乃橋ロンの禁断推理（酒井秋助）
- ダンダダン（男子A）

2025年
- クラスの大嫌いな女子と結婚することになった。（北条才人）
- いずれ最強の錬金術師?（タクミ・イルマ）
- 妖怪学校の先生はじめました!（科学者）
- 一瞬で治療していたのに役立たずと追放された天才治癒師、闇ヒーラーとして楽しく生きる（ゼノス）
- サイレント・ウィッチ 沈黙の魔女の隠しごと（フェリクス・アーク・リディル）
- 桃源暗鬼（矢颪碇）
- 千歳くんはラムネ瓶のなか（千歳朔）
- 不器用な先輩。（亀川侑）

2026年
- 正反対な君と僕（谷）

### 劇場アニメ
2019年
- ドラゴンクエスト ユア・ストーリー

2020年
- 劇場版ポケットモンスター ココ（ワシボン）

2021年
- 劇場編集版 かくしごと -ひめごとはなんですか-
- 劇場版 クドわふたー（2021年、モブB）
- 僕のヒーローアカデミア THE MOVIE ワールド ヒーローズ ミッション（レヴィアタン、マジェスティック）
- 劇場版マクロスΔ 絶対LIVE!!!!!!
- 劇場短編マクロスF 〜時の迷宮〜

2022年
- バブル
- 映画かいけつゾロリ ラララ♪スターたんじょう（ミイラ男）

2025年
- 劇場版 チェンソーマン レゼ篇（早川アキ）

### OVA
- ストライク・ザ・ブラッド IV（2020年、隊員）

### Webアニメ
2010年代
- 斉木楠雄のΨ難 Ψ始動編（2019年、男子生徒B、戒斗、男子生徒D）

2020年代
- ガンダムビルドダイバーズRe:RISE（2020年、ビルダーの少年、通信音声）
- POKÉTOON（2021年）
  - ユメノツボミ（町の人）
  - ゲンガーになっちゃった!?（ヨノワール）

- Pokémon Evolutions（2021年、アーマーガア、グラジオ、ネクロズマ、フレア団の博士たち、ボスゴドラ 他）
- 月曜日のたわわ2（2021年、男子生徒、空港の男性客、牧場のお客さん、野球部仲間、同僚 他）
- ポケットモンスター 神とよばれし アルセウス（2022年、ギンガ団部下、インテレオン）
- 雪ほどきし二藍（2022年、村人 他）
- トニカクカワイイ 女子高編（2023年、数宮）
- PLUTO（2023年、ジャンキー、メカニック、警官C、アドルフ〈青年〉）

### ゲーム
2018年
- FAITH - フェイス（［帝国］兵士G）

2020年
- ドラゴンボールZ カカロット
- 恋の花咲く百花園（宮澤梓恩）
- クラッシュフィーバー（代導の覇剣騎士 ランスロット）
- SHOW BY ROCK!! Fes A Live
- プロ野球 ファミスタ 2020（ギル）
- ロストアーク（胡東）

2021年
- ソロモンプログラム（ロボ一九式）
- ブレイブリーデフォルトII（ポール第二王子）
- Caligula2（宇野カオル）
- 戦国無双5（斎藤利三）
- 共闘ことばRPG コトダマン（2021年 - 2023年、ウラヤマアラ、ホウ水モン、メンゴウキン、早川アキ）
- ポケモンマスターズEX
- テイルズ オブ ルミナリア（エドワール・ルキエ）
- フェアリースフィア（コハク）
- タロット男子 〜22人の見習い占い師〜（レペ・シャージュ）
- カウンターサイド
- 悪魔執事と黒い猫（フェネス・オズワルド）

2022年
- モンスターストライク（2022年 - 2024年、コマンダー・T、坂上田村麻呂、早川アキ、アジテーター）
- 夢職人と忘れじの黒い妖精（オボロ）

2023年
- グランブルーファンタジー（ロディ）
- 帰ってきた 名探偵ピカチュウ
- ONE.（氷上シュン）

2024年
- ブレイクマイケース（新名有）
- 18TRIP（蜂乃屋凪）
- 崩壊:スターレイル（モゼ）
- 護縁（イーラン）
- 燃えよ! 乙女道士 〜華遊恋語〜（ハオラン）

2025年
- ヘブンバーンズレッド（壺潰ギアラ）

### ラジオドラマ
- 青山二丁目劇場 生き方の見つけ方（友輔[86]）

### ドラマCD
- THE IDOLM@STER SideM NEW STAGE EPISODE 12 DRAMATIC STARS（2021年、綾小路）

### BLCD
2022年
- ヒーリングパラドックス（服部）
- つむぎくんのさきっぽ（遠山瑞季）

2023年
- 教室を出たら俺のモノ（江東拓海）
- 甘くて熱くて息もできない 2（2023年 - 2024年、宮城一生）
  - 甘くて熱くて息もできない 3

- 可愛いだけじゃ満足できない（広樹）
- ピットスポルム 一葉・二葉（小田島苑）
- 淫魔くんデリバリー（すばる）

2024年
- 憐れなβは恋を知らない 1（矢口）
- ビタープレイメイト（山崎楽）
- オフステージラブサイド（ユウト）
- モンスターアンドゴースト 1（刃渡イビツ）
- キスは番にひざまずく（深月零王）

2025年
- 双子と先生（有弥瑠璃／有弥翠）
- ゆらめく秋の恋ごころ（五十嵐樹）
- 可哀想な君は僕だけの甘やかな傷（藤峯葵）
- 能美先輩の弁明（丹瑛人）

### 吹き替え

#### 映画
- オン・ザ・カム・アップ（マイルズ〈ジャスティン・マーティン〉）
- ゴッホ 最期の手紙（シルクハットの男[96]）

#### ドラマ
- 超電メカ X4（ジミー・ウィルソン）

#### アニメ
- 小さなバイキング ビッケ（チューレ[97]）
- 龍族 -The Blazing Dawn-（ジャオ・モンファー〈趙孟華〉）

### デジタルコミック
- 弱気MAX令嬢なのに、辣腕婚約者様の賭けに乗ってしまった（2022年、フィリップ）コミックス3巻購入特典二次元コード[98]）
- 竜騎士のお気に入り（2023年、ヒューバード[99]）
- 空っぽ聖女として捨てられたはずが、嫁ぎ先の皇帝陛下に溺愛されています（2024年、バイロン[100]）
- 君は太陽（2024年、要[101]）
- 君に降る言の葉は（2024年、五十嵐雪人[102]）

### テレビ番組
※はインターネット配信。
- 全力ヲタクと愉快な貴様の夢想迷走→全力ヲタクと愉快な貴様の夢想迷走ε（2022年 - 2024年、ニコニコ生放送→OPENREC.tv[103][104]）※

### ラジオ
※はインターネット配信。
- 竹田海渡・坂田将吾 ここをキャンプ地にする!（2021年 - 、ニコニコ動画※・YouTube※）[105]
- 月刊 新・男前通信6月号〜月刊 坂田将吾（2022年、文化放送モバイルplus※）[106]
- MAN TWO MONTH RADIO 坂田将吾と誇り高き陰の者の集い（2023年、超!A&G+※）[107]
- 坂田将吾のHykeRadio（2022年 - 2023年、Twitter Space※）[108][109]

### 実写映画
- 人狼ゲーム マッドランド（2017年、杉本陽翔[110]）

### 朗読劇
- 音楽朗読劇「四月は君の嘘」（2023年4月1日、飛行船シアター、昼公演） - 有馬公生 役
- 声劇「燈の守り人 ～北海道開拓編～」（2023年4月22日・28日、ニコニコ生放送（配信のみ）） - 白瀬暖 役

### PV
- 『たっちゃん、どっちとる？』コミックス1巻発売記念PV（2023年、瀬戸竜哉[111]）
- 『蒼剣の歪み絶ち』PV（2024年、伽羅森迅[112]）
- 『Happy Birthday ちとせくん』コミックス発売記念ボイス付きPV（2024年、高鷹[113]）

### その他コンテンツ
- レスティリズム（朗読劇、2018年、アクアマリン[114]）
- サンリオキャラクター「Warahibi!」（2019年、小峰純[115]）
- 阪口大助の○○アシスタント（2019年3月 - 5月、全3回、ニコニコ生放送）[116]
- サンリオキャラクター「フラガリアメモリーズ」（2023、クロード[117]）
- ウチの夏フェス2019（2019年）
- スパイ百貨店（ドラマCD、2020年 - 、ユリト）
- リモート☆ホスト（2021年 - 、輝石[118]）
- HeavenlyHelly（2021年 - 、ダンセル[119]）
- 穴原温泉吉川屋『かむろみプロジェクト』（2023年、俵藤太[120]）
- Gray Sheep（2024年 - 、SPIDER〈スパイダー〉[121]）

## ディスコグラフィ

### キャラクターソング
| 発売日   | 商品名                                                           | 歌 | 楽曲                            | 備考                                                                  |
| 2020年   | 2020年                                                           | 2020年 | 2020年                          | 2020年                                                                |
| -------- | ---------------------------------------------------------------- | --- | ------------------------------- | --------------------------------------------------------------------- |
| 2月14日  | GIFT for SMILE!                                                  | Team Warahibi!                                                                                               | 「GIFT for SMILE!」             | 『Warahibi!』メインテーマ                                             |
| 2月14日  | GIFT for SMILE!                                                  | Team Warahibi!                                                                                               | 「ネガポジコントラスト」        | 『Warahibi!』関連曲                                                   |
| 8月26日  | スパイ百貨店 Music&Drama CD Order#1                              | 天野真宮（住谷哲栄）、常磐百合人（坂田将吾）、泉星（佐香智久）、猪狩雪緒（熊谷健太郎）、黒川南雲（河西健吾） | 「Truth or Lie」                | ドラマCD『スパイ百貨店』主題歌                                        |
| 11月18日 | スパイ百貨店 Music&Drama CD Order#2                              | マミヤ（住谷哲栄）、ユリト（坂田将吾）、ナグモ（河西健吾）、フウマ（竹田海渡）、カイト（八代拓）             | 「Release energy」              | ドラマCD『スパイ百貨店』主題歌                                        |
| 2021年   |                                                                  | |                                 |                                                                       |
| 4月21日  | 妖しく Get your heart                                            | 5 to HEAVEN                                                                                                  | 「妖しく Get your heart」       | テレビアニメ『Fairy蘭丸〜あなたの心お助けします〜』オープニングテーマ |
| 4月21日  | 妖しく Get your heart                                            | 5 to HEAVEN                                                                                                  | 「MAKE YOU CRAZY」              | テレビアニメ『Fairy蘭丸〜あなたの心お助けします〜』関連曲             |
| 4月21日  | 夭聖哀歌                                                         | 5 to HEAVEN                                                                                                  | 「夭聖哀歌」                    | テレビアニメ『Fairy蘭丸〜あなたの心お助けします〜』エンディングテーマ |
| 4月21日  | 夭聖哀歌                                                         | 5 to HEAVEN                                                                                                  | 「Fairy Night, Fairy Love」     | テレビアニメ『Fairy蘭丸〜あなたの心お助けします〜』関連曲             |
| 6月16日  | HEAVENS DOOR                                                     | 阿以蘭丸（坂田将吾）                                                                                         | 「愛らんらんらん」              | テレビアニメ『Fairy蘭丸〜あなたの心お助けします〜』挿入歌             |
| 6月23日  | Fairy蘭丸〜あなたの心お助けします〜 オリジナル・サウンドトラック | Winter Tri-Angels                                                                                            | 「Tri-Angel▽Signal」            | テレビアニメ『Fairy蘭丸〜あなたの心お助けします〜』挿入歌             |
| 11月17日 | リモート☆ホスト Club Venere No.1 輝石                            | 輝石（坂田将吾）                                                                                             | 「Diamond Days」 「ゲラメキユ」 | 『リモート☆ホスト』関連曲                                             |
| 11月17日 | リモート☆ホスト Club Venere's Collection                         | Venere 5 | 「ゲラメキユ」                  | 『リモート☆ホスト』関連曲                                             |
| 11月17日 | リモート☆ホスト Club Venere's Collection                         | Venere 5、Saturno 5                                                                                          | 「ゲラメキユ」                  | 『リモート☆ホスト』関連曲                                             |
| 2022年   |                                                                  | |                                 |                                                                       |
| 6月15日  | King of the night!!                                              | Venere 5 | 「King of the night!!」         | 『リモート☆ホスト』関連曲                                             |
| 12月7日  | リモート☆ホスト Club Venere No.1 輝石                            | 輝石（坂田将吾）                                                                                             | 「Gimme Your Love」             | 『リモート☆ホスト』関連曲                                             |
| 12月7日  | ゲラメキユ2022 All ver.                                          | Venere 5、Saturno 5                                                                                          | 「ゲラメキユ2022 All ver.」     | 『リモート☆ホスト』関連曲                                             |
| 2023年   |                                                                  | |                                 |                                                                       |
| 7月19日  | King of the night!!2023                                          | Venere 5 | 「King of the night!!2023」     | 『リモート☆ホスト』関連曲                                             |
| 12月6日  | リモート☆ホスト デュエットCD②                                    | 輝石（坂田将吾）、金多（岡野友佑）                                                                           | 「どうか愛を止めないで…」       | 『リモート☆ホスト』関連曲                                             |

### シリーズ一覧
1. ↑  第1期『1st season』（2019年）、第2期『2nd season』（2020年）
2. ↑  第1期（2019年）、第2期（2021年）
3. ↑  第1期（2020年 - 2021年）、第2期『みっくす！』（2021年）
4. ↑  第2期『かぐや様は告らせたい？〜天才たちの恋愛頭脳戦〜』（2020年）、第3期『かぐや様は告らせたい-ウルトラロマンティック-』（2022年）
5. ↑  第2期『弐ノ章』（2020年）、第3期『参ノ章』第1クール（2025年）
6. ↑  Season I（2020年）、Season II（2024年）
7. ↑  The Final Season Part 1（2021年）、The Final Season Part 2（2022年）
8. ↑  第2シリーズ（2021年）、第3シリーズ（2022年）
9. ↑  第5期（2021年）、第6期（2022年）
10. ↑  第1クール「安芸旅立ち編」（2022年）、第2クール「淡路島激闘編」（2022年）
11. ↑  1st Season（2022年）、2nd Season（2023年）
12. ↑  1st Season（2023年）、2nd Season（2024年）
13. ↑  第1期（2024年）、第2期（時期未定）
14. ↑  Season 1（2024年）、Season 2（2025年）

### ユニットメンバー
1. ↑  あさやけレンジャーズ［小峰純（坂田将吾）、福士遥（草野太一）］、グラシッククラシック［（関崎秀治（阿諏訪泰義）、浅宮輔（金子学）］、ま・み・む・メルシーズ［石井奇跡（沢城千春）、YU（橘龍丸）］、まるおみすみ［まる（堀江瞬）、三角隆（帆世雄一）］、グッドバッティング青春［グッド春山（白石兼斗）、バッティング海人（駒田航）］、ハピネスコマンダー［紀月照（小林大紀）、紀月明（植木慎英）］
2. ↑  阿以蘭丸（坂田将吾）、歩照瀬焔（田邊幸輔）、清怜うるう（バレッタ裕）、陸岡樹果（草野太一）、雅楽代寶（堀曜宏）
3. ↑  坂田将吾、住谷哲栄
4. 1 2 3 4 5  坂田将吾、田邊幸輔、柏崎隼史、岡野友佑、石井孝英
5. ↑  小林節、安田陸矢、小池貴大、山本智哉、柴野嵩大
6. ↑  安田陸矢、小池貴大、山本智哉、柴野嵩大、大野智敬